# Yerington
Yerington é uma cidade localizada no estado americano de Nevada, no condado de Lyon, do qual é sede.

## Geografia
De acordo com o United States Census Bureau, a cidade tem uma área de 22,3 km², onde todos os 22,3 km² estão cobertos por terra.

### Localidades na vizinhança
O diagrama seguinte representa as localidades num raio de 48 km ao redor de Yerington.

## Demografia
Segundo o censo nacional de 2010, a sua população é de 3 048 habitantes e sua densidade populacional é de 136,8 hab/km². Possui 1 507 residências, que resulta em uma densidade de 67,7 residências/km².